# Zephronia impressa
Zephronia impressa är en mångfotingart som beskrevs av Auct. Zephronia impressa ingår i släktet Zephronia och familjen Zephroniidae. Inga underarter finns listade i Catalogue of Life.